# Afognak
Afognak (tiếng Alutiiq: Agw’aneq; tiếng Nga: Афогнакъ) là một hòn đảo nằm cách đảo Kodiak 5 km (3,1 mi) về phía bắc, thuộc bang Alaska. Nó dài 69 km từ tây sang đông, rộng 37 km từ bắc xuống nam, và có diện tích 1.812,58 km2 (699,84 dặm vuông Anh) (lớn thứ 18 toàn Hoa Kỳ). Vùng bờ biển của nó bị cắt xẻ bởi nhiều vịnh dài, hẹp. Điểm cao nhất (không tên) cao 776.
Những khu rừng vân sam rậm rạp của Afognak là nơi ở cho gấu nâu, nai Roosevelt và hươu Sitka. Nhiều người đến đảo này nhằm săn bắn hay câu cá.

## Chú thích

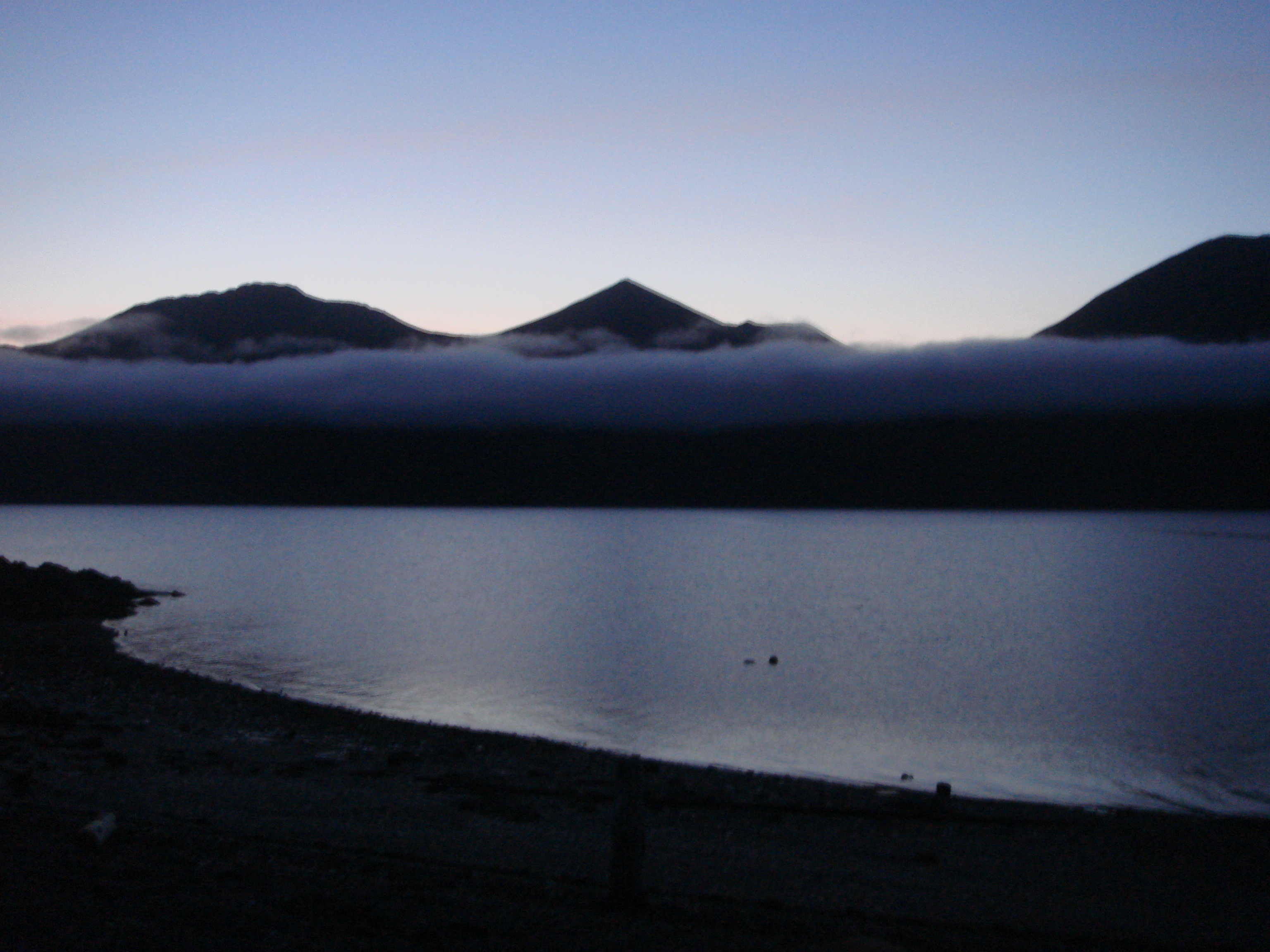
Sương mù trên đảo Afognak vào nửa đêm, tháng 7, 2009.

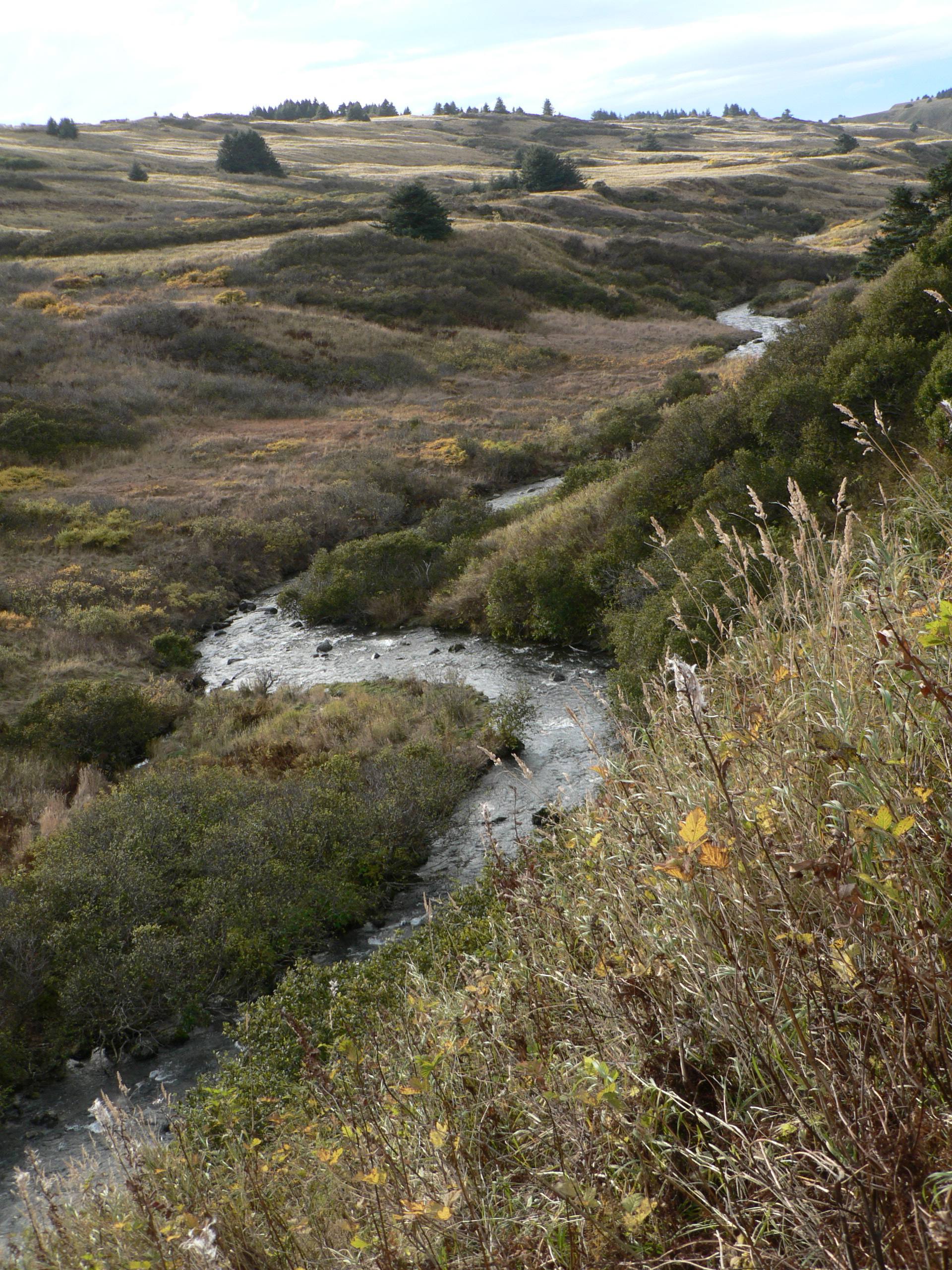
Một con lạch chảy khỏi hồ Malina.